# Харрат, Эдвар
Эдвар аль-Ха́ррат (англ. Edwar al-Kharrat, араб. إدوار الخراط; 16 марта 1926 — 1 декабря 2015) — египетский писатель
, переводчик, литературовед и критик.

## Биография
Родился в Александрии в коптской христианской семье. Изучал право в Александрийском университете и некоторое время проработал в банковском деле и страховании. Он также был активно вовлечён в левую политику, за что провёл в тюрьме два года, с 1948 по 1950-й. В середине 1950-х годов перебрался в Каир, где некоторое время работал переводчиком в посольстве Румынии, а также окончил филологический факультет Каирского университета. В 1960—1970-е годы сотрудничал в литературном отделе радио и телевидения.

## Творчество
Аль-Харрата называли одним из «самых влиятельных художественных писателей Египта» и «важнейших писателей в арабском мире». Он был ведущей фигурой в группе египетских писателей, известной как «Поколение шестидесятых», основал и редактировал считавшийся его рупором литературный журнал «Галерея 68» (Gallery 68). В своей роли редактора аль-Харрат продвигал произведения таких писателей, как Соналлах Ибрахим, Баха Тахер, Ибрагим Аслан, Яхья Тахер Абдулла и Гамаль аль-Гитани. Кроме того, он долгое время сотрудничал с Организацией солидарности народов Азии и Африки и Ассоциацией афро-азиатских писателей, а также редактировал журнал африканской и арабской литературы «Лотос» (Lotus).
Его первой книгой стал сборник рассказов «Высокие стены», опубликованный в 1958/59 году. Еще два тома рассказов вышли в 1970-е годы, включая «Часы гордости» (1974). В 1979—1980 годах появился его первый, получивший признание критиков.
Для творчества автора характерно обращение к символике и экспериментаторству в сочетании с реалистическим психологизмом и демократическими симпатиями. Его «отважно экспериментальную» работу «Рама и дракон» называли «прорывом для арабского романа». Сам аль-Харрат описал роман как «непереводимый», хотя после получения им в 1999 году медали Нагиба Махфуза за литературу Фериалом Газулом и Джоном Верленденом был завершён английский перевод, опубликованный издательством AUC Press в 2002 году. Союз арабских писателей поставил «Раму и дракона» на 8-е место в своем списке 100 лучших арабских романов.
Аль-Харрат выступил составителем антологии «Избранные египетские новеллы 70-х годов» (1982). Будучи знатоком европейского и мирового искусства, он посвящал исследования арабскому театру и современной арабской литературе.
Аль-Харрат перевёл на арабский язык ряд зарубежных литературных произведений, в том числе несколько книг классической и современной английской и немецкой литературы, а также «Войну и мир» Льва Толстого.
Харрат получил несколько престижных литературных наград, включая премию Султана аль-Овайса и медаль Нагиба Махфуза. В 1979 году приглашён в колледж Святого Антония в Оксфорде в качестве приглашённого исследователя. Участвовал во многих международных культурных мероприятиях, включая Лондонский литературный фестиваль 1999 года.
Аль-Харрат умер 1 декабря 2015 года в возрасте 89 лет.

## Русский перевод
- Адвар аль-Харрат. Вокзал. [Рассказ] / Пер. В. Шагаля // в сборнике: Избранные произведения писателей Ближнего Востока, М., 1978.